# Холмс-Сити
Холмс-Сити (англ. Holmes City) — тауншип в округе Дуглас, Миннесота, США. На 2000 год его население составило 737 человек.

## География
По данным Бюро переписи населения США площадь тауншипа составляет 94,2 км², из которых 78,7 км² занимает суша, а 15,6 км² — вода (16,52 %).

## Демография
По данным переписи населения 2000 года здесь находились 737 человек, 278 домохозяйств и 214 семей. Плотность населения — 9,4 чел./км². На территории тауншипа расположено 425 построек со средней плотностью 5,4 построек на один квадратный километр. Расовый состав населения: 97,42 % белых, 0,14 % афроамериканцев, 0,14 % азиатов, 1,49 % — других рас США и 0,81 % приходится на две или более других рас. Испанцы или латиноамериканцы любой расы составляли 1,49 % от популяции тауншипа.
Из 278 домохозяйств в 36,3 % воспитывались дети до 18 лет, в 72,3 % проживали супружеские пары, в 2,2 % проживали незамужние женщины и в 23,0 % домохозяйств проживали несемейные люди. 19,4 % домохозяйств состояли из одного человека, при том 6,8 % из — одиноких пожилых людей старше 65 лет. Средний размер домохозяйства — 2,65, а семьи — 3,07 человека.
28,4 % населения — младше 18 лет, 4,9 % — в возрасте от 18 до 24 лет, 25,6 % — от 25 до 44, 29,0 % — от 45 до 64, 12,1 % — старше 65 лет. Средний возраст — 40 лет. На каждые 100 женщин приходилось 107,6 мужчин. На каждые 100 женщин старше 18 приходилось 107,9 мужчин.
Средний годовой доход домохозяйства составлял 35 000 долларов, а средний годовой доход семьи — 42 639 долларов. Средний доход мужчин — 30 192 доллара, в то время как у женщин — 17 500. Доход на душу населения составил 17 411 долларов. За чертой бедности находились 3,3 % семей и 4,2 % всего населения тауншипа, из которых 1,7 % младше 18 и 7,4 % старше 65 лет.